# Ohafia
Ohafia – miasto w Nigerii, w stanie Cross River. Według danych szacunkowych na rok 2009 liczy 64 428 mieszkańców..